# Pritam Chakraborty
Pritam Chakraborty (bengalí: প্রীতম চক্রবর্ত্তী) (nacido el 14 de junio de 1971, Calcuta), es un director de música, compositor, cantante, instrumentista y productor de registro de películas de Bollywood indio. Su carrera abarca desde hace unas décadas de casi un año y medio, Pritam ha escrito y compuesto temas musicales para un centenar de películas de Bollywood, incursionando en muchos géneros musicales y convirtiéndose en uno de los cantautores más versátiles en la India. Ha sido ganador de 2 Premios Filmfare, 4 Premios Zee Cine, 3 Premios Star Screen y 3 Premios IIFA. Su carrera como compositor y productor musical, comenzó en el Bollywood, tras componer una canción para su primera película titulada "Tere Liye", contando con la colaboración de su amigo Jeet Gannguli. En el 2002, el y su amigo formaron el dúo musical "Gannguli-Pritam" y trabajaron juntos también para la composición de otra película titulada "Yash Raj", que fue producida por "Mere Yaar Ki Shaadi Hai". La canción de esta película tuvo un gran éxito. Más adelante tras la separación del dúo, Pritam empezó a trabajar en solitario y compuso temas musicales para otra película del director Sanjay Gadhvi, titulada "Dhoom", en la que recibió una respuesta positiva y abrumadora. La canción que interpretó para está película, encabezó los primeros lugares de las listas musicales de la India.

## Discografía

### Select Filmography
| Año  | Título                             | Notas |
| ---- | ---------------------------------- | --- |
| 2001 | Tere Liye                          | With Jeet Ganguly, Debut Film. |
| 2002 | Mere Yaar Ki Shaadi Hai            | With Jeet Ganguly |
| 2004 | Dhoom                              | Nominated Filmfare Best Music Director Award Nominated Star Screen Award for Best Music Director |
| 2006 | Dhoom 2                            | Nominated Filmfare Best Music Director Award Nominated IIFA Best Music Director Award |
| 2006 | Gangster                           | Nominated: Global Indian Film Awards for Best Music Nominated: Zee Cine Award for Best Music Director |
| 2006 | Fight Club – Members Only          | Nominated: Global Indian Film Awards for Best Music |
| 2007 | Jab We Met                         | Won Apsara Award for Best Music Director Won Zee Cine Award for Best Track of the Year |
| 2007 | Bhool Bhulaiyaa                    | Nominated IIFA Best Music Director Award |
| 2007 | Life in a... Metro                 | Nominated Filmfare Best Music Director Award Nominated Star Screen Award for Best Music Director Nominated Apsara Award for Best Music |
| 2008 | Singh Is King                      | Nominated Star Screen Award for Best Music Director Nominated Apsara Award for Best Music |
| 2008 | Haal–e–dil                         | |
| 2008 | Kismat Konnection                  | |
| 2008 | Jannat                             | Nominated Star Screen Award for Best Music Director |
| 2008 | Race                               | Nominated Filmfare Best Music Director Award Nominated IIFA Best Music Director Award |
| 2009 | Love Aaj Kal                       | Won IIFA Best Music Director Award Won Apsara Award for Best Music Director Nominated Filmfare Award for Best Music Director Nominated Star Screen Award for Best Music Director |
| 2009 | Tum Mile                           | Nominated Star Screen Award for Best Music Director |
| 2009 | New York                           | |
| 2009 | Ajab Prem Ki Ghazab Kahani         | Won Mirchi Music Listeners Choice Album of the Year Won Music Director of the Year in RMIM Puruskaar Nominated Filmfare Award for Best Music Director Nominated Apsara Award for Best Music Nominated Star Screen Award for Best Music Director |
| 2010 | Golmaal 3                          | Nominated Zee Cine Award for Best Music Director |
| 2010 | Crook: It's Good To Be Bad         | Nominated Apsara Award for Best Music Director |
| 2010 | Once Upon A Time in Mumbaai        | Won Mirchi Music Listeners Choice Album of the Year Won Big Star Entertainment award for song Pee Loon Won Star Screen Award for Most Popular Music Nominated Filmfare Award for Best Music Director Nominated Star Screen Award for Best Music Director Nominated Apsara Award for Best Music Director Nominated IIFA Award for Best Music Director |
| 2011 | Bodyguard                          | Composed 'I Love You' song Won BIG Star Most Entertaining Music Nominated Apsara Award for Best Music Director |
| 2011 | Ready                              | Nominated Apsara Award for Best Music Director Nominated BIG Star Most Entertaining Music |
| 2011 | Dum Maaro Dum                      | Nominated Apsara Award for Best Music Director |
| 2012 | Barfi!                             | Won Asia Pacific Screen Awards for Best Music Won IIFA Award for Best Music Director Won IIFA Award for Best Background Music Won Filmfare Award for Best Music Director Won Filmfare Award for Best Background Score Won Screen Award for Best Music Director Won Screen Award for Best Background Music Won Screen Award for Most Popular Music Won GIMA Award for Most Outstanding Music of the Year 2012 Won TOIFA Award for Best Background Score Won RMIM Puruskaar Album of the Year Won RMIM Puruskaar for Song of the Year for Phir Le Aayaa Dil Won RMIM Puruskaar for Best Sung Songs (Solo) for Phir Le Aayaa Dil Won RMIM Puruskaar for Best Sung Songs (Duet) for Aashiyaan Got Satish Kalra Sammaan in RMIM Puruskaar Nominated Zee Cine Award for Best Music Director Nominated Album of the Year in Mirchi Music Awards Nominated Music Composer of the Year in Mirchi Music Awards Nominated Technical Background score of the year in Mirchi Music Awards Nominated TOIFA Award for Best Music |
| 2012 | Cocktail                           | Won People's Choice Awards India for Favorite Movie Album of the Year Won Mtv Video Music Awards India VMAI for Best Bollywood Album Won U.K. Bollywood Cosmpolitan Award for Best Music Album Won the Best Music Director's award in 8th Apsara producers guild Award Won GIMA Hottest Song of the Year for Daaru Desi Won Screen Awards for Most Popular Music Won Zee Cine Award for Best Music Director Nominated TOIFA Award for Best Music Nominated IIFA Award for Best Music Director Nominated Screen Award for Best Music Director Nominated Filmfare Award for Best Music Director Nominated for Song of the Year for 'Tum Hi Ho Bandhu' at Mirchi Music Awards Nominated Album of the Year at Mirchi Music Awards Nominated Music Composer of the Year in Mirchi Music Awards Nominated for Best Music award in 8th Apsara Awards |
| 2013 | Dhoom 3: Back in Action            | |
| 2013 | Once Upon a Time in Mumbaai Dobara | Pritam's 100th film as a Music Director |
| 2013 | Yeh Jawani Hai Deewani             | Won Screen Award for Best Music Director Won Star Guild Award for Best Music Won GIMA Award for Best Music Won Zee Cine Award for Best Background Score Nominated Filmfare Award for Best Music Director Nominated Zee Cine Award for Best Music Director Nominated GiMA Award for Best Background Score Nominated Mirchi Music Award for Composer of the Year Nominated Mirchi Music Award for Best Background Score |
| 2014 | Yaariyan                           | Won Stardust Award for Best Music Nominated Screen Award for Best Music Director Nominated BIG Star Most Entertaining Music Nominated Filmfare Award for Best Music Director Nominated Star Guild Award for Best Music |
| 2015 | Dilwale                            | Won Composer of the Year award in Mirchi Music Awards Won Song of the Year in Mirchi Music Awards for Gerua Won GIMA Award for Most Popular song - Gerua Nominated Filmfare Award for Best Music Director |
| 2015 | Phantom                            | |
| 2015 | Bajrangi Bhaijaan                  | Nominated BIG Star Entertainment Awards for Best Music Nominated Stardust awards for Best Music Nominated Guild film Awards for Best Music |
| 2016 | Dangal                             | Upcoming film of which is scheduled to release on 23 December 2016. |
| 2016 | Disnesh Vijan's film Raabta        | Upcoming film starring Sushant Singh Rajput and Kriti Sanon |
| 2016 | Ae Dil Hai Mushkil                 | Upcoming film with Dharma Production starring Aishwarya Rai, Ranbir Kapoor and Anushka Sharma |
| 2016 | Jagga Jasoos                       | Upcoming Film |
| 2016 | Azhar                              | Release on 13 May 2016. |
| 2016 | White Lies                         | Post-production |
| 2016 | Dishoom                            | Upcoming Film |